# Роджерс (Небраска)
Роджерс (англ. Rogers) — селище (англ. village) в США, в окрузі Колфакс штату Небраска. Населення — 82 особи (2020).

## Географія
Роджерс розташований за координатами 41°27′51″ пн. ш. 96°54′57″ зх. д. / 41.46417° пн. ш. 96.91583° зх. д. (41.464272, -96.915806).  За даними Бюро перепису населення США в 2010 році селище мало площу 0,44 км², з яких 0,44 км² — суходіл та 0,00 км² — водойми.

## Демографія
Згідно з переписом 2010 року, у селищі мешкало 95 осіб у 33 домогосподарствах у складі 24 родин. Густота населення становила 216 осіб/км².  Було 40 помешкань (91/км²).
Расовий склад населення:
| - 80,0 % — білих - 12,6 % — осіб інших рас |

До двох чи більше рас належало 7,4 %. Частка іспаномовних становила 31,6 % від усіх жителів.
За віковим діапазоном населення розподілялося таким чином: 20,0 % — особи молодші 18 років, 66,3 % — особи у віці 18—64 років, 13,7 % — особи у віці 65 років та старші. Медіана віку мешканця становила 36,9 року. На 100 осіб жіночої статі у селищі припадало 111,1 чоловіків;  на 100 жінок у віці від 18 років та старших — 111,1 чоловіків також старших 18 років.
Середній дохід на одне домашнє господарство  становив 50 652 долари США (медіана — 56 250), а середній дохід на одну сім'ю — 60 500 доларів (медіана — 61 250). За межею бідності перебувало 5,4 % осіб, у тому числі 0,0 % дітей у віці до 18 років та 15,4 % осіб у віці 65 років та старших.
Цивільне працевлаштоване населення становило 29 осіб. Основні галузі зайнятості: освіта, охорона здоров'я та соціальна допомога — 20,7 %, роздрібна торгівля — 17,2 %, публічна адміністрація — 17,2 %.